# Кремлёв, Сергей Валентинович
Сергей Валентинович Кремлёв (род. 19 июля 1957, Москва) — советский и российский хоккейный тренер.

## Биография
Родился в Москве. Так как отец был военнослужащим, в пять лет с семьёй переехал в Воркуту. Отец окончил юридический факультет МГУ, был начальником оперчасти полка. Играл в футбол, хоккей с мячом. Мать — инженер-экономист. Есть брат старше на три года, работал в системе МВД.
Первый тренер по хоккею — Карл Давыдович, латыш, бывший заключённый, обер-лейтенант СС. На момент окончания школы у Кремлёва были разряды по семи видам спорта. Занимался также лыжами, плаванием, волейболом, баскетболом, гимнастикой.
Отыграл два сезона в Эстонской ССР («Кеэмик» Кохтла-Ярве).
Окончил ГЦОЛИФК (1979).
Работал в СДЮШОР «Динамо» Москва, тренировал команды 1970 года рождения (1981—1990), 1976 г. р. (1991—1993), 1986 г. р. (1997—2000). Главный тренер СДЮШОР «Крылья Советов» 1992 г. р. (2003—2005).
Среди воспитанников — Алексей Жамнов, Александр Карповцев, Игорь Королев, Равиль Якубов, Роман Ильин, Александр Харитонов, Дмитрий Рябыкин, Денис Карцев, Александр Радулов, Геннадий Столяров, Алексей Сопин, Рафаэль Батыршин, Александр Овечкин, Игорь Мирнов.
В 1992 году после победы своего воспитанника Алексея Жамнова в составе Объединённой команды на Олимпиаде в Альбервилле получил звание заслуженного тренера России.
Главный тренер «Динамо-2» Москва (1989/90, 1994/95 — 1995/96, 2000/01 — 2001/02). Старший тренер «Динамо» Харьков (1990/91). Главный тренер клуба «Вятич» Рязань (1993/94). Тренер «Динамо» Москва (1996/97). Старший тренер «Металлурга» Новокузнецк (2005/06). Старший тренер (2006/07 — до 18 января, 2013/14) и главный тренер (2006/07 — с 18 января, 2015/16) воскресенского «Химика». Ассистент главного тренера «Витязя» (2007/08 — 14 октября 2010). Несколько дней в начале ноября 2008 года был исполняющим обязанности главного тренера команды, «Витязь» под его руководством матчей не проводил. Старший тренер тюменского «Рубина» (ВХЛ, 2012/13).
Директор спортивной школы «Созвездие» ФСО «Хоккей Москвы» (2016—2020). Главный тренер академии «Динамо» имени А. И. Чернышёва.
Супруга — мастер спорта по художественной гимнастике, тренер. Сын хоккеист, закончил институт физкультуры. Дочь.